# 新疆生产建设兵团第六师奇台农场
新疆生产建设兵团第六师奇台农场是中华人民共和国新疆生产建设兵团第六师下辖的一个农场。

## 行政区划
新疆生产建设兵团第六师奇台农场下辖以下单位：
场部、留守办一场场部、留守办一场四队、留守办一场二队、留守办一场五队、八道滩社区场部、八道滩社区一队、八道滩社区二队、八道滩社区五队、八道滩社区四队、开垦庙社区场部、开垦庙社区一队、开垦庙社区二队、开垦庙社区四队、开垦庙社区五队、留守办园艺场一队、一零八社区一连、留守办园艺场二队、留守办一场一队、一零八团社区、一零八团社区三连、一零八团社区四连、一零八社区二连、一零九团社区六连、一零八团社区民族连、一零九团社区、一零九团社区一连、一零九团社区五连、一零九团社区七连、一一零社区四连、一一零团社区、一一零团社区一连、一一零团社区二连、一一零团社区六连、一一零团社区园艺连和八道滩社区三队。